# Gladiolus atroviolaceus

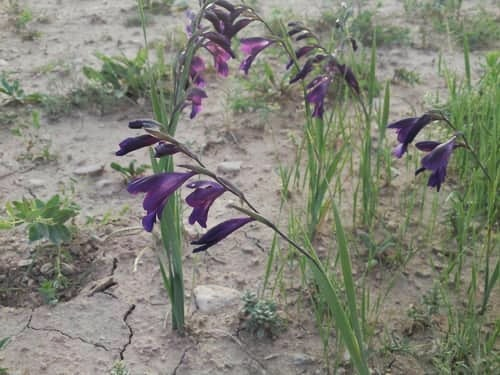
Gladiolus atroviolaceus de Behbahan, Iran

Gladiolus atroviolaceus es una especie de gladiolo que se encuentra desde Grecia hasta Irán.  

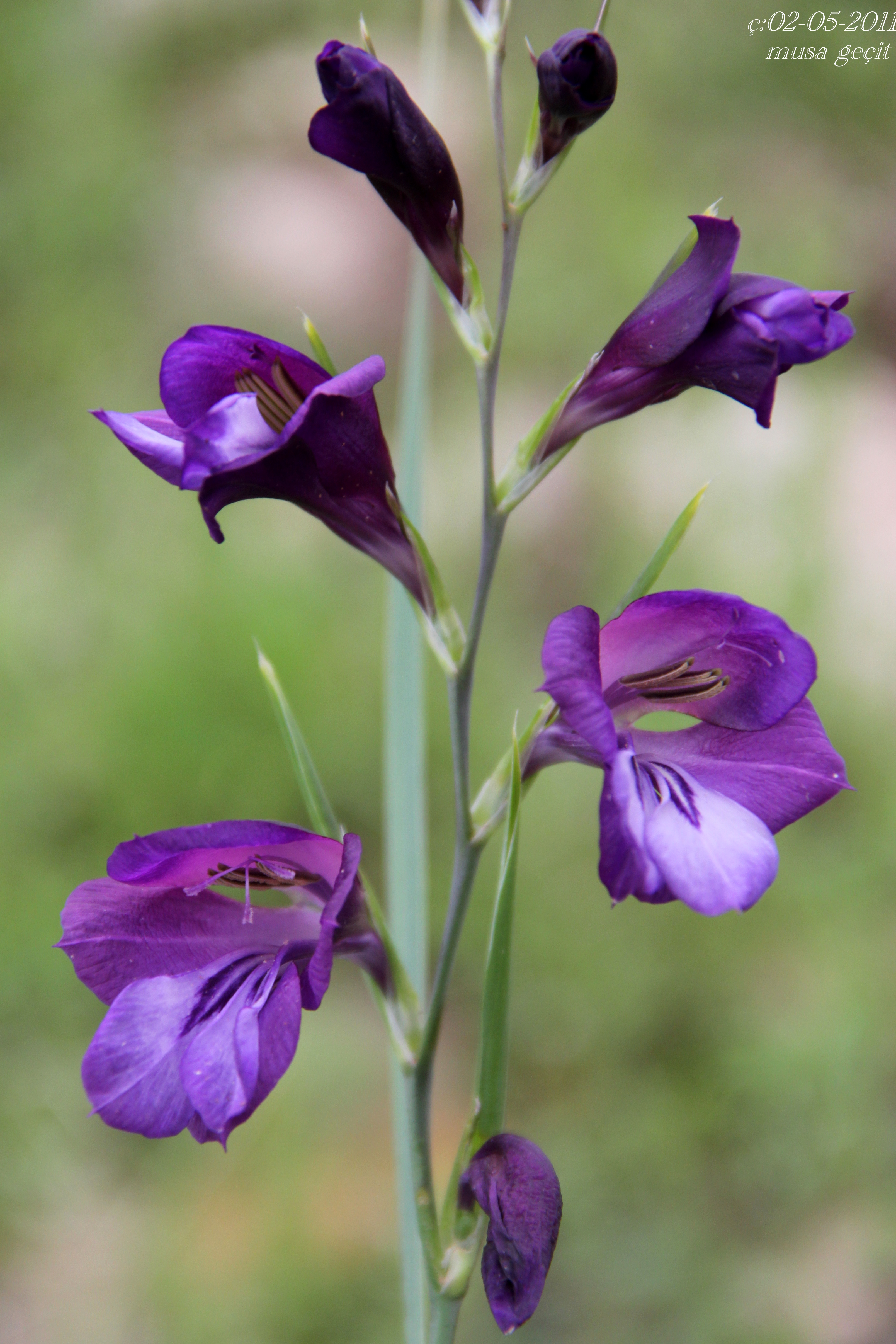
Flores

## Descripción
Gladiolus atroviolaceus es originaria de Grecia, Turquía, Irak e Irán y tiene flores de color púrpura violeta oscuro y florece desde la primavera al verano.

## Taxonomía
Gladiolus atroviolaceus fue descrita por  Pierre Edmond Boissier y publicado en Diagn. Pl. Orient. 13: 14 1854.
Etimología
Gladiolus: nombre genérico que se atribuye a Plinio y hace referencia, por un lado, a la forma de las hojas de estas plantas, similares a la espada romana denominada "gladius". Por otro lado, también se refiere al hecho de que en la época de los romanos la flor del gladiolo se entregaba a los gladiadores que triunfaban en la batalla; por eso, la flor es el símbolo de la victoria.
atroviolaceus: epíteto latíno que significa "de Anatolia".
Sinonimia
- Gladiolus aleppicus Boiss.
- Gladiolus armeniacus J.N.Gerard
- Gladiolus petraeus Boiss. & A.Huet
- Gladiolus sintenisii Baker[6][7]